# Vișina, Dâmbovița
Vișina este satul de reședință al comunei cu același nume din județul Dâmbovița, Muntenia, România.

## Istorie
Există două versiuni cu privire la numele comunei Vișina, intrate în legendă și transmise oral din generație in generație. 
Prima versiune după spusele batrânilor datează din anii 1450 pana în 1550 și se găsea pe dealul Baracului, în jurul lacului Mateeștilor. Se pare că este adevarat acest lucru, pentru că în jurul lacului s-au găsit, cu ocazia lucrărilor agricole, urme de așezări omenești, vetre de carămidă, râșnițe de făcut malai, cioburi de vase si alte obiecte. Oamenii acestui sat locuiau în bordee, se ocupau cu creșterea vitelor si mai puțin cu agricultura. În acel timp satul se afla la 4,5 km spre sud, față de actuala vatră a satului, si anume la punctul numit și astăzi pe hartă “Satul Vechi”. Vechiul sat era așezat pe drumul lui Mircea Voda cel Bătrân, drum ce ducea la Craiova și care se întretăia cu drumurile care mergeau spre Pitești, iar altul spre Albești . În sprijinul afirmației stă denumirea ce s-a păstrat până în prezent a “Drumului Mare”, larg de circa 20 m, care străbate de la est spre vest pădurea “Satul Vechi” prin partea centrală a acesteia. Din cauza deselor năvaliri ale turcilor, în drumul lor de la Giurgiu spre capitala Țării Românești, o parte din locuitorii vechiului sat s-au retras la 4–5 km de vechea așezare, spre Codrul Vlăsiei. Legenda spune că printre cei plecați se afla și o femeie cu numele de Vișa. Ea împreună cu cei șapte feciori ai săi si cu rudele sale formau cea mai numeroasă familie din noua așezare. De aici provine denumirea de “Vișina”. În lucrarea “Legende populare din Dâmbovița” scrisă de Alexandru Nicolescu apare o altă variantă a acestei versiuni și anume că Baba Vișa ar fi salvat un fiu de domnitor din ghearele turcilor, ascunzându-l în grabă sub poalele fustei. Peste ani, ajungând domn, acesta nu a uitat-o pe Baba Vișa și i-a daruit ei, feciorilor si nepoților acesteia pământ dincolo de pădure, ctitorind așezare noua, Vișina. Pe hărți mai vechi localitatea se numeste Baba Vișa. 
A doua versiune susține că numele vine de la unul dintre căpitanii lui Mihai Viteazul, pe nume Ka Vișan. 
Prima atestare documentară a Vișinei apare in ianuarie 1576. 
În anul 1614 se emite un document de răscumpărare a satului Hanurile în care sunt menționați ca vecini în vest, megieșii vișineni. 
În hrisovul vremii se întâlnește termenul de “Vișina Seacă” folosit de Mitropolitul Țării Românești, Neofit, care anula hotărârea diaconului Radu de la Vișina Seaca, județul Vlașca, la 8 mai 1747, pentru că fara voia lui, emigrând de la Episcopia Craiova s-a hirotonisit acolo. 
Din documentele istorice, locuitorii Vișinei au devenit liberi cu ocini si moșii, răscumprând libertatea in bani, înca din secolul al XVII lea. Vechii locuitori ai satelor fuseseră puși la biruri grele ca și vecinii lor din satul Hanurile, prin hotarârea lui Mihai Viteazul care îi incuraja pe boieri să pună mâna pe satele moșnenilor (oameni liberi). Din aceste documente reiese că satul Vișina a fost înaintea lui Mihai Viteazul un sat de oameni liberi. 
Denumirea de Vișina Seaca sau Visina de câmp este întâlnită și într-un act emis de Tribunalul Județului Vlașca cu nr. 8999 din 1875 prin care erau autorizați frații Rosti să facă hotarele moșiei Vișina cu grupurile numite: Oboranii de Sus, Oboranii de Jos, Rușeasca și  Chezăreasca, Oboranii de Siliște. În aceasta carte de stabilire a hotarelor, sus numiții proprietari, cumpărători ai moșiei clucerului Ion Arienuț si alte sfori de moșie de la diverși moșneni din Vișina, în număr de 79, însumau o suprafață de 460 stanjeni. Proprietarii se plângeau de faptul ca moșia lor era călcată și îngustată de moșnenii vecini. Din cartea de stabilire a hotarelor amintită mai sus, proprietarii Rosti au vrut ca în viitor să evite orice neînțelegere cu moșnenii vecini, să-și tragă moșia la margine “prin facere de măsurare după lege”. 
Moșnenii din Vișina s-au împotrivit acestei măsurători, amenințând inginerul hotarnic Porumbaru, arătând că ei au acte vechi de proprietate din 1792 și nu îngăduie să se facă vreo lucrare pe pământul lor. Deznodământul nu se cunoaște, dar inginerul Porumbaru îi credea capabili de crimă pe aceștia, deoarece vecinii lor din satul Broșteni îl asasinaseră pe proprietarul Marinescu.